# Pirjo Muranen
Pirjo Elina Muranen (nacida como Pirjo Elina Manninen, Rovaniemi, 8 de marzo de 1981) es una deportista finlandesa que compitió en esquí de fondo. Su hermano Hannu compitió en combinada nórdica.
Participó en los Juegos Olímpicos de Vancouver 2010, obteniendo una medalla de bronce en la prueba de relevo (junto con Virpi Kuitunen, Riitta-Liisa Roponen y Aino-Kaisa Saarinen). Ganó seis medallas en el Campeonato Mundial de Esquí Nórdico entre los años 2001 y 2011.

## Palmarés internacional
| Juegos Olímpicos   | Juegos Olímpicos          | Juegos Olímpicos  | Juegos Olímpicos     |
| Año                | Lugar                     | Medalla           | Prueba               |
| ------------------ | ------------------------- | ----------------- | -------------------- |
| 2010               | Vancouver (Canadá)        | Medalla de bronce | Relevo 4 × 5 km      |
| Campeonato Mundial |                           |                   |                      |
| Año                | Lugar                     | Medalla           | Prueba               |
| 2001               | Lahti (Finlandia)         | Medalla de oro    | Velocidad individual |
| 2005               | Oberstdorf (Alemania)     | Medalla de plata  | Velocidad por equipo |
| 2007               | Sapporo (Japón)           | Medalla de oro    | Relevo 4 × 5 km      |
| 2009               | Liberec (República Checa) | Medalla de oro    | Relevo 4 × 5 km      |
| 2009               | Liberec (República Checa) | Medalla de bronce | Velocidad individual |
| 2011               | Oslo (Noruega)            | Medalla de bronce | Relevo 4 × 5 km      |